# Shenzhen Center
Le Shenzhen Center, aussi appelé Gemdale Gangxia Tower 1 est un gratte-ciel de 375 mètres achevé depuis 2021 dans la ville de Shenzhen en Chine. .